# Найветт, Томас (рыцарь)
Томас Найветт (англ. Thomas Knyvett; примерно 1485 — 10 августа 1512) — английский политический и военный деятель, друг короля Генриха VIII, рыцарь Бани. Командовал кораблём во время войны с Францией и погиб в сражении. Стал персонажем телесериала «Тюдоры» под именем сэр Энтони Найверт.

## Биография
Томас Найветт принадлежал к старинному рыцарскому роду, представители которого владели землями в Норфолке и Саффолке. Он родился примерно в 1485 году в семье сэра Эдмунда Найветта и его жены Элеоноры Тиррелл, сестры Джеймса Тиррелла, известного как убийца тауэрских принцев. Кроме Томаса, в этой семье было ещё пять сыновей и три дочери. Один из его братьев, Эдмунд, женился на Джейн Буршье, 3-й баронессе Бернерс, и получил таким образом права на баронский титул.
Томас рано оказался при дворе и попал в окружение второго сына короля Генриха VII, тоже Генриха (с 1501 года — принца Уэльского и наследника престола). К 1509 году, когда принц стал королём Генрихом VIII, Найветт был одним из его ближайших друзей наряду с Чарльзом Брэндоном, Эдуардом Говардом и братьями Гилфордами — Генри и Эдуардом. С начала своего правления Генрих осыпал друзей подарками и почестями. Томас в 1509 году был посвящён в рыцари Бани, в 1510 году получил доходную придворную должность мастера над лошадьми и ряд других выгодных постов.
В 1512 году, когда началась война с Францией, Найветт стал капитаном корабля «Регент» в составе эскадры, двинувшейся к берегам Бретани под командованием Эдуарда Говарда. В морской битве при мысе Святого Матфея «Регент» был взят на абордаж «Мари ла Кордельер», самым большим кораблем французского флота. Из-за пожара на борту «Мари» корабли взорвались, и при этом погибли почти все, находившиеся на борту, включая сэра Томаса. Согласно одному из источников, Говард поклялся, что не увидит лица короля, пока не отомстит французам за Найветта; именно желание осуществить эту месть могло подтолкнуть его в апреле 1513 года атаковать превосходящие силы врага. В результате Говард тоже погиб.

## Семья
До 9 июля 1506 года Найветт женился на Мюриель Говард, вдове Джона Грея, 2-го виконта Лайла, и матери Элизабет Грей, 5-й баронессы Лайл в своём праве. С этого момента он мог получать доходы от владений падчерицы до её вступления в брак; между тем Элизабет была ещё младенцем, так как родилась в 1505 году. Женитьба обеспечила Томаса и родством с высшей аристократией: Мюриель была дочерью Томаса Говарда, 2-го герцога Норфолка, её сестра Элизабет была женой Томаса Болейна и матерью Анны Болейн.
Мюриель Найветт родила трёх сыновей и двух дочерей. Это были:
- Эдмунд (1508—1551)[6][5];
- Кэтрин, жена Генри Пэджета, 2-го барона Пэджета[5];
- Фердинанд[5];
- Анна[5];
- Генри (умер примерно в 1546)[3][5][7].

## В культуре
Томас Найветт стал персонажем телесериала «Тюдоры» под именем Энтони Найверт. Его сыграл Каллум Блу.